# Varp (textil)

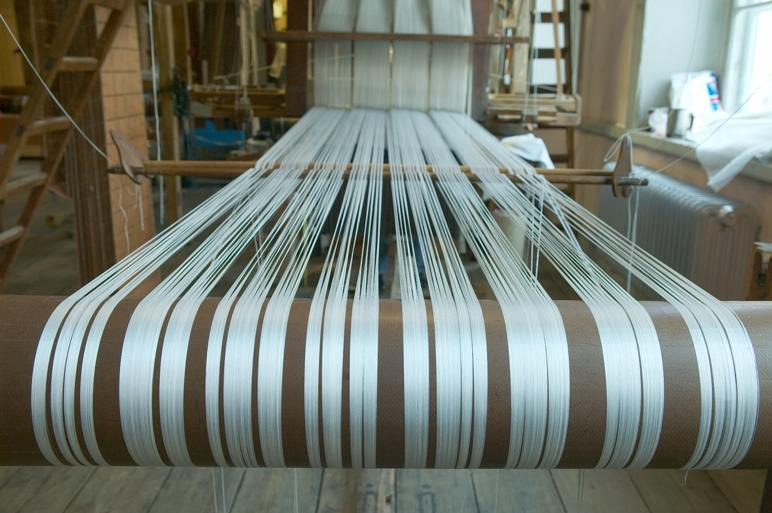
Varp på K A Almgrens sidenväveri.

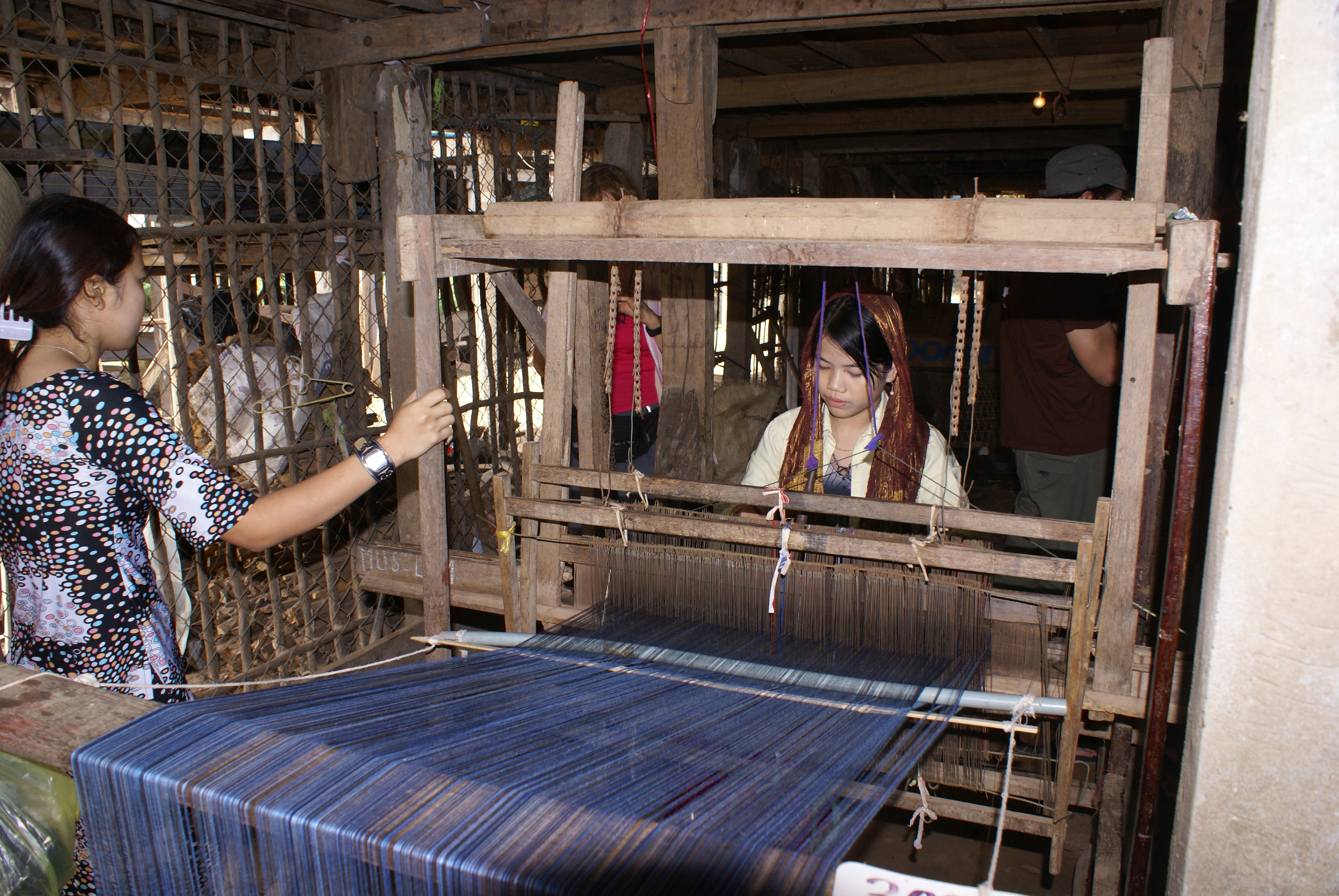
Vävning med blå varp.

Varp är den längsgående tråden i ett vävt tyg som sätts upp i vävstolen.
Den maximala längden på tråden avgörs dels av vilken vävstol man har, dels av vilka varpförhållanden man har (det vill säga, vilken varpställning man har tillgång till).
Varpen är densamma hela tiden tills nästa uppsättning är på plats och begränsar variationsmöjligheterna i vävandet till den vävbredd och täthet man satt upp i vävstolen.
Däremot kan man förhållandevis enkelt solva om en uppsatt varp, och även byta vävsked för att erhålla en annan skedbredd i viss mån.
Avancerade hobbyvävare och professionella vävare rationaliserar gärna bort själva uppsättningsarbetet, som är tidsödande, genom att med olika mer eller mindre sinnrika metoder förlänga varpen, t.ex. genom att klistra fast en ny varp eller knyta i en ny varp innan den gamla är slut.

## Utländska termer
I amerikansk vävlitteratur anges ofta varptrådarnas täthet i måttet epi. Detta ska tolkas som Ends Per Inch där man med end menar en varptråd, en trådända. Inslagets (väftens) täthet anges med ppi vilket ska tolkas som "antal Picks Per Inch,"  där pick betyder en inslagstråd.
En av de faktorer, som bestämmer vävens karaktär är förhållandet mellan varpens täthet och inslagets täthet. Kvoten epi/ppi kallas sett.